# Falls of Clyde, tanker
Falls of Clyde tanker /Ime mu dolazi po slapovima Falls of Clyde, na rijeci Clyde u Škotskoj./, posljednji preživjeli tanker jedrenjak, danas brod-muzej u Honoluluu na Havajima. Izgrađen je 1878. u Port Glasgowu u Škotskoj, u tadašnje vrijeme po najvišim standardima.
Brod je mijenjao više puta vlasnike. William Matson ga je kupio za 25.000 amweričkih dolara i 1899. je odveden u Honolulu, gdje je registriran pod havajski zastavom. Matson je brod preuredio i dogradio kućicu na palubi, pa je od 1899 do 1907. imao više od šezdeset putovanjima između Hiloa, Hawaiia i San Francisca u Kaliforniji, prevozeći raznu trgovačku robu i putnike u oba smjera.
Godine 1907. kupila ga je Associated Oil Company (kasnije Tidewater Oil) i pretvorila u tanker za prijevoz nafte, kapaciteta 19,000 barrels (3.000 m³). ugradivši u njegov trup deset velikih čeličnih spremnika. 
Vlasnike još mijenja 1927 (General Petroleum Company), zatim 1959. kupuje ga William Mitchell, oteglivši ga u Seattle u Washington, no ono što je planirao s brodom nije mu uspjelo, pa banka drži hipoteku na brodu. Karl Kortum, direktor San Francisco Maritime Museuma i Fred Klebingat koji je plovio na njemu kao prvi časnik palube 1915, uspjeli su prikupit sredstva i otkupit brod i otegliti ga u Honolulu. 

Falls of Clyde je u Honolulu ostao do danas. Godine 1973. proglašen je nacionalnom povijesnom znamenitosti, ali je briga o njemu oskudna, pa brod propada. 
28 rujna 2008, vlasništvo je preneseno s Bishop Museuma na neprofitabilnu skupinu Friends of Falls of Clyde, koje ga namjerava restaurirati.

## Vanjske poveznice
- FALLS OF CLYDE (Sailing Oil Tanker)